# Eduardo Ricagni
Eduardo Ricagni (né le 29 avril 1926 à Buenos Aires en Argentine et mort le 1er janvier 2010 dans la même ville) est un footballeur argentin et italien (international), en réalité un oriundo.

## Biographie

### Club

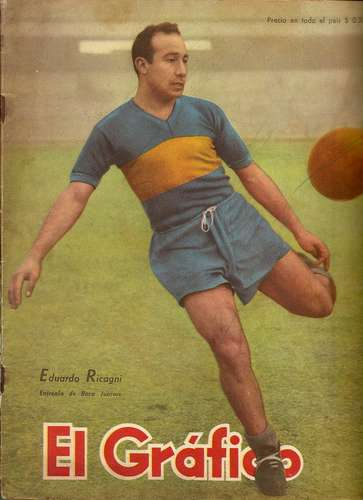
Ricagni au Boca Juniors.

Ricagni commence sa carrière en 1944 avec le Club Atlético Platense, club avec qui il inscrit 22 buts en 35 matchs. En 1947, il rejoint les géants porteños du Boca Juniors, club dans lequel il inscrit son premier coup-du-chapeau,. Il remporte son premier titre avec le club lors de son premier match, sur une victoire 6-0 contre Federación Tucumana en Copa Ibarguren 1944. Il joue un total de 52 matchs pour Boca toutes compétitions confondues, et inscrit 23 buts.
En 1949, il rejoint le Chacarita Juniors avec qui il inscrit 39 buts en 78 matchs. Il traverse ensuite le Río de la Plata pour partir jouer en Uruguay à Montevideo, dans le club des Montevideo Wanderers avec pour but de les sauver de la relégation. Il inscrit en tout sept buts en dix matchs durant sa brève période uruguayenne.
En 1952, il retourne en Argentine pour évoluer au CA Huracán, avec qui il inscrit 36 buts en 41 matchs, devenant le meilleur buteur de la Primera División Argentina en 1952.
En 1953, El Goleador (son surnom) part pour l'Europe, plus précisément dans son pays d'origine, l'Italie, et rejoint le géant piémontais de la Juventus (le 1er novembre 1953). Il joue son premier match pour le club italien lors d'une victoire 1-0 à domicile contre l'Udinese. Il inscrit en tout 17 buts en 24 matchs pour le club, dont notamment un triplé pour son dernier match avec le club lors d'une victoire 4-1 le 23 mai 1954 contre Palerme.
Ricagni rejoint ensuite l'AC Milan en juillet 1954 durant l'intersaison. Il remporte un scudetto (titre de champion d'Italie) avec le Milan en 1954-55.
Entre 1956 et 1958, il retourne jouer à Turin mais cette fois pour le AC Torino, puis termine sa carrière en jouant pour une saison au Calcio Catane en Serie B.

### Sélection
Ricagni, bien qu'Argentin de naissance, est éligible pour jouer avec l'équipe d'Italie (en tant qu'oriundo), son père Pietro ayant émigré d'Italie pour l'Argentine en 1912. Il honore en tout trois sélections entre 1953 et 1955. Il fait ses débuts avec la Squadra Azzurra lors d'une victoire 3-0 à domicile contre la Tchécoslovaquie le 13 décembre 1953, match pour lequel il inscrit son premier but.

## Palmarès

### Club
| Boca Juniors - Copa Ibarguren (1) : - Vainqueur : 1944. - Championnat d'Argentine : - Meilleur buteur : 1952 (28 buts). |  | Juventus - Championnat d'Italie : - Vice-champion : 1953-54. |  | AC Milan - Championnat d'Italie (2) : - Champion : 1954-55. |